# جبة النباش (فرع العدين)

تعديل مصدري - تعديل

جبة النباش محلة تابعة لقرية الركب، التابعة لعزلة العاقبة بمديرية فرع العدين إحدى مديريات محافظة إب في الجمهورية اليمنية، بلغ تعداد سكانها 67 حسب تعداد اليمن لعام 2004.